# Código Civil de España
El Código Civil de España es el código civil español vigente desde 1889. Es la ley fundamental y básica del derecho civil español, aunque no regula todas las materias del derecho civil. Fue promulgado el 24 de julio de 1889 y entró en vigor el 16 de agosto de 1889, durante la regencia de María Cristina y la minoría de edad de Alfonso XIII. Lleva el refrendo de José Canalejas, entonces Ministro de Gracia y Justicia. Desde entonces, el Código ha sido reformado en cuarenta y cinco ocasiones.
El actual Código civil es el resultado del movimiento codificador que se produjo en España a lo largo del siglo XIX. Es uno de los códigos civiles más tardíos de Europa debido a razones fundamentalmente políticas e históricas.
De acuerdo con el artículo 149.1.8.º de la Constitución, el desarrollo de la legislación civil es competencia exclusiva del Estado. No obstante, existen en España derechos civiles forales o especiales en seis comunidades autónomas: el País Vasco, Navarra, Aragón, Cataluña, las islas Baleares y Galicia, además del Fuero de Baylío, aplicable en algunas zonas de Extremadura y en Ceuta.

## Historia del derecho civil español

### Antigüedad
El derecho romano fue el ordenamiento jurídico vigente para los ciudadanos romanos en las zonas del territorio español donde estuvo presente el Estado romano. El propio concepto de «derecho civil» es una traducción de la expresión latina ius civile. Desde entonces, la tradición jurídica española, incluido el derecho civil, se ha basado fundamentalmente en el derecho romano, aunque ha evolucionado considerablemente. No obstante, el derecho civil es un sector del ordenamiento jurídico que los romanos desarrollaron (aunque en ramas del derecho civil como el derecho de familia las diferencias son notables).

### Edad Media
El derecho romano desapareció con la caída del Imperio romano de Occidente en el 476. Ello significa que el derecho de Roma desapareció; no obstante, la influencia del derecho romano es notable en los pueblos europeos. Los visigodos, que tuvieron una importante presencia en España, tenían un derecho muy romanizado. La Edad Media en España se caracteriza por un acusado particularismo en el ámbito jurídico, con una importante presencia de costumbres y fueros que regían en determinados lugares dentro de los reinos.

### La codificación del derecho civil español
En derecho, la codificación es el proceso a través del cual se recopilan un conjunto de normas jurídicas dispersas en el ordenamiento jurídico, para unificarlas en un único texto legal. El movimiento codificador surgió en el siglo XIX El derecho civil fue una de las primeras materias en ser codificadas, la mayoría inspiradas en el Código Civil francés promulgado por Napoleón en 1804.

#### Primera época
En una primera época se persigue la formulación de un Código único que rigiera en todo el territorio. Son las Cortes de Cádiz, en 1811, las que aprobaron una proposición (de Espiga y Gadea), para que en la Constitución de 1812 se recogiera esta aspiración codificadora. Siguiendo las corrientes codificadoras napoleónicas, la Constitución de Cádiz señaló que "El Código civil, criminal y de comercio serán unos mismos para toda la monarquía, sin perjuicio de las variaciones que por particulares circunstancias puedan hacer las Cortes"; esta excepción estaba pensada para los territorios españoles de ultramar, sin embargo, en la convulsa política española del siglo XIX, se utilizará para admitir la pervivencia de los derechos forales.
Las turbulencias políticas de la época, a consecuencia de la invasión napoleónica y la posterior pugna entre el absolutismo de Fernando VII y los partidarios de un régimen constitucional, impidieron que la aspiración codificadora tuviera grandes resultados hasta la época moderna, en que se creó una Comisión General de Códigos, que terminó en 1846 el proyecto más importante de los que han precedido al Código Civil actual. En 1851 se remite al Gobierno dicho proyecto codificador realizado principalmente por Florencio García Goyena, basado en el Código napoleónico, pero manteniendo la tradición y esencia española en numerosas instituciones, principios y fundamentos. Sin embargo, no prosperó por considerarse excesivamente radical en materias sociales y religiosas.
El fracaso del proyecto hizo que se optara por la publicación de leyes especiales, que no admitían más demora, como la Ley Hipotecaria de 1861, la Ley de Aguas de 1866, la Ley de Matrimonio Civil y del Registro Civil de 1870.
En 1880 renace la aspiración codificadora, adaptándose el sistema de creación de un único código basado en los regímenes de las diversas regiones con derecho civil propio, recogiendo las instituciones más características de cada una. Por ello se agregó a la Comisión de Códigos representantes de las regiones forales, pero no fue posible llegar a ningún resultado práctico.

#### Segunda época
En una segunda época se persigue la publicación de un Código Civil general sobre la base del Derecho Castellano (de mayor difusión territorial) y Apéndices, en los que se contendrían las particularidades vigentes en los territorios forales.
En este periodo hubo dos Leyes de Bases por la que se ordenó la redacción de un Código Civil:
- 1.- El proyecto de 1881 que no tuvo aceptación al eliminarse los tradicionales derechos supletorios de los territorios forales; y
- 2.- El proyecto de 1889 que fue más respetuoso con los derechos forales, al establecer el principio de unidad en algunas materias y el sistema de apéndices para otras.

Cumpliendo el mandato de la Ley de Bases de 1888, obra de Silvela, se inició la redacción del Código Civil bajo la dirección del primer jurista de la época, Manuel Alonso Martínez, pero al presentarse a las Cortes el texto definitivo encontró oposición, recogiéndose las aportaciones de los debates en una segunda edición del Código Civil mediante Real Decreto de 24 de julio de 1889.

## Contenido del Código de 1889
El Código Civil español tiene 1976 artículos, una disposición final, trece disposiciones transitorias y cuatro disposiciones adicionales.
El Código regula las instituciones fundamentales que forman el Derecho civil, sin embargo no todo lo que contiene es Derecho civil, ni todo el Derecho civil está contenido en él. Se explica porque el Código viene a pretender contener no solo el Derecho privado general, sin el mercantil, sino todas las disposiciones de Derecho común. A título de ejemplo se comprenden materias como las fuentes del Derecho, el Derecho internacional privado, nacionalidad, bienes de dominio público, etc. Algunas de ellas, a pesar de no ser Derecho civil, sin embargo, se suelen estudiar dentro de este.
Hay en él materias que pertenecen al Derecho público (como las del Título Preliminar y la ciudadanía); normas que contiene un carácter preponderante administrativo, y disposiciones que ostentan una marcada significación procesal.
A la inversa, hay multitud de instituciones y materias de purísimo Derecho privado, o relacionadas con este, que han quedado fuera del Código Civil.
En España no se acoge con mucho entusiasmo el Código Civil, existiendo numerosas críticas. Sin embargo, la doctrina reciente ha reivindicado el valor del Código, señalando indudables aciertos. Estos autores han valorado la técnica del Código, que lo hace asequible a todos, la flexibilidad que permite su adecuación a las circunstancias cambiantes, y la facilidad con la que se han aplicado los principios generales. Señalándose la gran experiencia práctica y a pesar de lo desfavorable de la época, consiguiendo conservar la esencia tradicional del Derecho civil y hacer, elegantemente, una obra útil y española.
Examinando el Código desde el punto de vista político, aparece como una obra inspirada en las ideas de la época en que se llevó a cabo. Es una época en la que culmina el siglo XIX, como un momento de relativa paz y de también relativo progreso económico. Como obra política, es obra de los partidos liberal y conservador, que se alternaban en el poder (gobiernos de turno), y tiene por ello la tónica de un liberalismo conservador y un individualismo templado, que se manifiesta especialmente en la regulación de instituciones como la propiedad, la herencia o la libertad contractual.
Por lo que se refiere al significado del Código en su aspecto técnico-jurídico, se ha clasificado generalmente entre el grupo de los códigos latinos que se inspiran en el patrón napoleónico. El afrancesamiento de nuestro Código en cuanto a su forma es evidente. Sin embargo, este juicio, según la doctrina, debe ser revisado, ya que en Derecho de familia y Derecho de sucesiones el afrancesamiento de nuestro Código es casi inexistente. También desde el punto de vista del Derecho patrimonial, se rechaza el sistema francés de transmisión consensual del dominio, y se sustituye por el sistema clásico de transmisión por medio de tradición o entrega de la posesión.
Según De Castro, el Código se redactó con humildad quizás excesiva, esperando la corrección de la experiencia y los progresos realizados por otros países (según la Base 27 de la Ley de Bases). Por ello se estableció un sistema de reforma cada diez años, sin embargo, aunque las circunstancias cambian y el derecho también, la propia codificación tiende a la permanencia. Ello ha impuesto un creciente respeto al texto y ha determinado que las modificaciones no se hicieran periódicamente, sino que se deben casi siempre a causas concretas y urgentes.

## Reformas del Código Civil
Los importantes sucesos políticos, socioeconómicos e históricos que han ocurrido en España desde 1889 han tenido su impacto en el derecho y también en el Código civil. Durante los cincuenta primeros años, solo se cambia el Código para facilitar el uso del testamento ológrafo, suprimiento el requisito del papel sellado; acordando acomodar la sucesión del abintestato a la realidad social de la familia, y reducir el grado de suceder al cuarto grado. Más tarde se producen otras reformas más importantes, como profundas reformas en la parte general del derecho civil y en el derecho de familia, entre otros ámbitos.

### Lista de reformas más importantes

#### Reinado de Alfonso XIII
1. Ley de 21 de julio de 1904. Reforma de los artículos 688 y 732 del Código civil.[6]
2. Real Decreto-ley de 13 de enero de 1928. Quedan redactados en la forma que se insertan los artículos 954 al 957 del Código Civil vigente.[7]

#### Dictadura de Francisco Franco
1. Ley de 8 de septiembre de 1939. Modifica el Título VIII, Libro I del Código Civi.[8]
2. Ley de 15 de julio de 1954. Modifica los artículos 17 a 27 del Código Civil, en materia de nacionalidad.[9]
3. Ley de 24 de abril de 1958. Modifica determinados artículos del Código Civil.[10]
4. Ley 49/1960, de 21 de julio. Modifica la propiedad horizontal.[11]
5. Decreto 1836/1974, de 31 de mayo. Texto Articulado del Título Preliminar del Código Civil.[12]
6. La ley 14/1975, de 2 de mayo, modificó el Código Civil y el Código de Comercio en materia de la situación jurídica de la mujer casada eliminando numerosas limitaciones a su capacidad de obrar, como la licencia marital y dio nueva redacción, en un sentido más igualitario, a los derechos y deberes conyugales.[13]
7. En mayo de 1978, se modificaron diversos artículos como consecuencia de la despenalización del adulterio y del amancebamiento.
8. En noviembre de 1978, se modificaron también algunos artículos para recoger el establecimiento de la mayoría de edad a los 18 años.

#### Constitución de 1978
1. En 1981, se modifica a consecuencia de la aprobación de la Ley del divorcio.
2. En 1990, se hacen desaparecer cualquier discriminación por razón de sexo.
3. En 2005, se modificó para permitir el matrimonio entre personas del mismo sexo y la adopción de niños por dichas parejas. Entre las reformas introducidas por la Ley 15/2005, de 8 de julio, se encuentra la eliminación de las causas legales para la separación y el divorcio, así como permitiéndose lo que coloquialmente se ha denominado divorcio exprés, es decir, poder ejercer la acción de divorcio pasados tres meses después de la celebración del matrimonio sin tener que pasar previamente por la institución de la separación.
4. En 2015, fue modificado por las siguientes dos leyes: a) la Ley 15/2015, de 2 de julio, de la Jurisdicción Voluntaria, y b) la Ley 26/2015, de 28 de julio, de modificación del sistema de protección a la infancia y a la adolescencia.

## Estructura
Su estructura responde al plan romano-francés o de Gayo, en cuanto que se considera que sólo son posibles objetos del Derecho las personas, las cosas y las acciones, cuando actualmente se suele seguir las tesis de Savigny. En primer lugar, esta teoría divide el Derecho Civil en Parte General, que incluye, entre otras cuestiones jurídicas, el derecho de la persona; entendida ésta como una abstracción transversal aplicable a las demás ramas del Derecho). A la Parte General le siguen cuatro grandes tratados relativos a derechos reales, derechos de obligaciones y contratos, derecho de familia y derecho de sucesión "mortis causa".
El Código civil español sigue el plan adoptado por el francés (personas, cosas, modos de adquirir) y consta de Título preliminar y cuatro Libros, Los libros se dividen en títulos, los títulos en capítulos, los capítulos en secciones y las secciones en artículos. Lo componen 1.976 artículos.
- Título preliminar. De las normas jurídicas, su aplicación y eficacia (artículos 1 al 16)
- Libro primero. De las personas. (artículos 17 a 332)
- Libro segundo. De los animales, de los bienes, de la propiedad y de sus modificaciones (artículos 333 a 608) (Rúbrica modificada por la Ley 17/2021, de 15 de diciembre, de modificación del Código Civil, la Ley Hipotecaria y la Ley de Enjuiciamiento Civil, sobre el régimen jurídico de los animales)
- Libro tercero. De los diferentes modos de adquirir la propiedad (artículos 609 a 1087)
- Libro cuarto. De las obligaciones y contratos (artículos 1088 a 1976)
- Art 1976: no es un artículo en materia civil, es una disposición final derogatoria.
- 13 Disposiciones transitorias: relativas al paso de la legislación antigua a la nueva (derecho transitorio)
- 4 Disposiciones adicionales: regulan la revisión del código cada 10 años.